# الشيخ حمادة
الشيخ حمادة، مغني جزائري يؤدي الراي البدوي القديم والمعروف بالوهراني ولد في 1889 في مستغانم وتوفي في 9 أفريل 1968 بنفس الولاية. بالتحديد في قرية الطواهرية ويوجد لحد الآن قاعة الحفلات باسمه موجودة في ذات القرية .
يحظى بشعبية كبيرة واحترام من الفنانين ويستمع له شريحة هامة من الشيوخ وكبار السن والمثقفون، ويؤدي القصائد والشعر الملحون والبدوي الذي فية النصائح والعبر عاش فترة من الزمن في باريس وبرلين أين كان يسجل أغانيه وألبوماته هناك.
غنى لكبار شعراء الملحون أمثال عبد الله بن كريوْ الاغواطي، وعبد القادر الخالدي، وغيرهما،

## حياته

### بدايته الفنية
إسمه الحقيقي محمد بن عبد الله قوعيش حيث ولد بطواهرية عام 1889م وكانت إنطلاقته الفنية هام 1920م مع الشيخ عبد الله بوطرفة رفيق دربه أين شاركوا في العديد في العديد من الأفراح والحفلات إلى ان غادر الوطن إتجاه باريس بغية تسجيله مع شركات الإنتاج مثل :غراموفون , فيليبس ,باتي لكن الأمر لم يسر بالشكل المطلوب وقصد برلين أين سجل ياعودي الله باستوديوهات بوليفون

### وفاته
في عام 1968م وبعد أن أدى مناسك الحج توفي في اليوم التاسع من شهر افريل

## أشهر أغانيه
- يوم العيد
- الوشام
- الحمام
- قاضي ناس الغرام
- قمر الليل

## روابط خارجية
- الشيخ حمادة على موقع ميوزك برينز (الإنجليزية)
- الشيخ حمادة على موقع ديسكوغز (الإنجليزية)